# 뱅가이쿠스쿠스
뱅가이쿠스쿠스(Strigocuscus pelengensis)는 쿠스쿠스과에 속하는 유대류의 일종이다. 인도네시아의 토착종이다. 쿠스쿠스 및 주머니쥐의 일종이다. 인도네시아 펠렝 제도와 술라웨시섬에서 발견된다.